# نبرد سیارات
نبرد سیارات (به انگلیسی: Battle of the Planets) یک کتاب کمیک است که براساس مجموعه تلویزیونی به همین نام ساخته شده‌است؛ که بین سال‌های ۱۹۸۱–۱۹۷۹ منتشر شده‌است.البته بعد از آن پایان نیافت فقط شرکت منتشرکننده آن تغییر کرد. گری پولی و دوید وول از نویسندگان آن هستند. در سال جاری میلادی قرار است، یک فیلم سینمایی به همین نام ساخته شود.